# أحمد السروري (فلسطيني)
أحمد السروري (1908-1988) سياسي وطبيب فلسطيني، ولد في القدس من عائلة تنتسب إلى الشيخ عبد الله بن غانم أحد قادة جيش صلاح الدين الأيوبي، والذي اتخذ زاوية على قمة من قمم جبل جرزيم في نابلس، تعرف بزاوية الشيخ غانم. درس في مدرسة وكلية روضة المعارف الوطنية في القدس وتفوق في دراسته وتخرج منها في العام 1925، والتحق بكلية الطب بالجامعة الأمريكية في بيروت في حوالي العام 1926، التي تخرج منها في الطب والجراحة بدرجة الشرف في العام 1932.

## إنجازاته
بعد أن تخرج السروري من كلية الطب، عاد إلى القدس وافتتح فيها عيادة خاصة في باب العمود، وبعد فترة وجيزة تم تعيينه مديراً لصحة جنين في عام 1933. وبعد مرور عام تم تعيينه مديراً وجراحاً في المستشفى الوطني في نابلس. وفي تشرين الثاني عام 1945، جاء قرار نقله من المستشفى؛ ليفتتح عيادته الخاصة، وكان يجري العمليات الجراحية في المستشفى الإنجيلي.
يعد سروري من مؤسسي الجمعية الطبية العربية الفلسطينية في فلسطين، وكذلك أحد مؤسسي الجمعية في لواء نابلس الكبير. وهو أحد أعضاء اللجنة القومية في نابلس، وأول من درب الشباب والشابات على دروس الإسعافات الأولية. تم انتخابه في العام 1954 نقيباً للأطباء. ويعد من أوائل مؤسسي الهلال الأحمر، ومؤسس فرع الهلال الأحمر في نابلس وأول رئيس له عام 1950، وأسس أول بيت للمسنين في نابلس خلال في فترة رئاسته للهلال.
في عام 1959، تم تكليفه ليصبح رئيسا لبلدية نابلس. في عام 1960 أسس وافتتح مكتبة بلدية نابلس؛ لتكون أول مكتبة عامة في ضفتي الأردن. قام بتخصيص أرض لبناء مستشفى رفيديا الذي تم تأسيسه فيما بعد، وطور مشاريع البنية التحتية من ماء وكهرباء وشوارع والعديد من المشاريع العمرانية.
يعد السروري من مؤسسي جامعة النجاح الوطنية في نابلس وكان أحد اعضاء مجلس أمنائها. وأصبح عضو أول مجلس وطني فلسطيني تم تأسيسه في عام 1964، ثم أصبح نائباً لرئيس منظمة التحرير الفلسطينية أحمد الشقيري.

## وفاته
توفي في مدينة نابلس في عام 1988.